# Palacín I de Alagón
Palacín I de Alagón (?-?) fue IV Señor de Alagón.
Hijo de Ximena Pérez de Alagón y su marido Artal III de Pallars Sobirá. En 1135

## Descendencia
Se casó con una dama de nombre desconocido y de este matrimonio nacieron:
- Artal II de Alagón, señor de Alagón
- Toda de Alagón, casada con Ruy Vásquez Barbosa